# Sophia Wilson
Sophia Olivia Wilson (nascida Smith; Windsor, 10 de agosto de 2000) é uma futebolista americana que joga como atacante no Portland Thorns FC, na National Women's Soccer League (NWSL), e na seleção dos Estados Unidos.
Ela jogou futebol universitário pela Universidade de Stanford, ajudando o Cardeal a vencer o campeonato nacional em 2019. Smith foi a escolha geral nº 1 no Draft da NWSL College de 2020. Em 2022, foi nomeada Jogadora Mais Valiosa (MVP) da NWSL e Jogadora Feminina de Futebol dos EUA do Ano. Ela recebeu honras de MVP no Campeonato NWSL de 2022 (depois de ajudar os Thorns a ganhar o título de 2022) e foi nomeada para o Melhor XI da NWSL.